# Греково (Липецкая область)
Греково (Грёково) — село Воскресенского сельсовета Данковского района Липецкой области России.

## География
Село Греково находится на правом берегу реки Птань. На противоположном берегу расположена деревня Подосинки. Улиц с названием в селе нет, через него проходит просёлочная дорога.

## Население
| 2010 |
| ---- |
| 8    |

## Достопримечательности
На северо-западной окраине села находится полуразрушенная церковь Казанской иконы Божией Матери, построенная в 1783 году.